# Scatopse halterata
Scatopse halterata är en tvåvingeart som beskrevs av Joseph Waltl 1837. Scatopse halterata ingår i släktet Scatopse och familjen dyngmyggor.
Artens utbredningsområde är Tyskland. Inga underarter finns listade i Catalogue of Life.